# الدوري الإسباني الدرجة الثالثة 1948–49
الدوري الإسباني الدرجة الثالثة 1948–49 (بالإسبانية: Tercera División de España 1948-49)‏ هو موسم من الدوري الإسباني الدرجة الثالثة. فاز فيه نادي ألباسيتي.